# Andøy
Andøy es un municipio de la provincia de Nordland, en Noruega. La capital municipal es el pueblo de Andenes. Otros pueblos en el municipio son Bjørnskinn, Bleik, Dverberg, Fiskenes, Fornes, Nordmela, Risøyhamn, Skarstein, Å, Åknes y Åse.
A 1 de enero de 2015 tiene 4991 habitantes.
Recibe su nombre del topónimo en nórdico antiguo Ǫmd de la isla de Andøya, que en su caso genitivo fue unido a la palabra øy ("isla"), dando como resultado Amdarøy y más tarde Andarøy. Se desconoce qué significa el topónimo original Ǫmd. El municipio fue creado en 1964 mediante la fusión de Andenes, Bjørnskinn y Dverberg.
Es el municipio más septentrional de la provincia y forma parte del archipiélago de Vesterålen. Comprende la totalidad de la isla de Andøya, de la cual toma el nombre, y la esquina noroccidental de la isla de Hinnøya.